# Tucson Open
Het Tucson Open is een voormalig jaarlijks golftoernooi in de Verenigde Staten dat deel uitmaakte van de Amerikaanse PGA Tour. Het toernooi werd in 1945 opgericht en de laatste editie was in 2006. Het vond telkens plaats in Tucson, Arizona, maar wel op verschillende golfbanen.

## Winnaars
| Jaar                                 | Baan                        | Winnaar               | Score         | Score         | Info                                                |
| Tucson Open                          | Tucson Open                 | Tucson Open           | Tucson Open   | Tucson Open   | Tucson Open                                         |
| ------------------------------------ | --------------------------- | --------------------- | ------------- | ------------- | --------------------------------------------------- |
| 1945                                 | El Rio Golf & Country Club  | Ray Mangrum           | 268           | –12           |                                                     |
| 1946                                 | El Rio Golf & Country Club  | Jimmy Demaret         | 268           | –12           |                                                     |
| 1947                                 | El Rio Golf & Country Club  | Jimmy Demaret         | 264           | –16           |                                                     |
| 1948                                 | El Rio Golf & Country Club  | Skip Alexander        | 264           | –16           |                                                     |
| 1949                                 | El Rio Golf & Country Club  | Lloyd Mangrum         | 263           | –17           |                                                     |
| 1950                                 | El Rio Golf & Country Club  | Chandler Harper       | 267           | –13           |                                                     |
| 1951                                 | El Rio Golf & Country Club  | Lloyd Mangrum         | 269           | –11           |                                                     |
| 1952                                 | El Rio Golf & Country Club  | Henry Williams jr.    | 274           | –6            |                                                     |
| 1953                                 | El Rio Golf & Country Club  | Tommy Bolt            | 265           | –15           |                                                     |
| 1954                                 | Geen toernooi               | Geen toernooi         | Geen toernooi | Geen toernooi | Geen toernooi                                       |
| 1955                                 | El Rio Golf & Country Club  | Tommy Bolt            | 266           | –14           |                                                     |
| Tucson Open Invitational             |                             |                       |               |               |                                                     |
| 1956                                 | El Rio Golf & Country Club  | Ted Kroll             | 264           | –16           |                                                     |
| 1957                                 | El Rio Golf & Country Club  | Dow Finsterwald       | 269           | –11           |                                                     |
| 1958                                 | El Rio Golf & Country Club  | Lionel Hebert         | 265           | –15           |                                                     |
| 1959                                 | El Rio Golf & Country Club  | Gene Littler          | 266           | –14           |                                                     |
| 1960                                 | El Rio Golf & Country Club  | Don January           | 271           | –9            |                                                     |
| Home of the Sun Open                 |                             |                       |               |               |                                                     |
| 1961                                 | El Rio Golf & Country Club  | Dave Hill po          | 269           | –11           | Won de play-off van Tommy Bolt en Bud Sullivan      |
| Tucson Open Invitational             |                             |                       |               |               |                                                     |
| 1962                                 | El Rio Golf & Country Club  | Phil Rodgers          | 263           | –17           |                                                     |
| 1963                                 | Forty Niner Country Club    | Don January           | 266           | –22           |                                                     |
| 1964                                 | Forty Niner Country Club    | Jacky Cupit           | 274           | –14           |                                                     |
| 1965                                 | Tucson National Golf Club   | Bob Charles           | 271           | –17           |                                                     |
| 1966                                 | Tucson National Golf Club   | Joe Campbell          | 278           | –10           |                                                     |
| 1967                                 | Tucson National Golf Club   | Arnold Palmer         | 273           | –15           |                                                     |
| 1968                                 | Tucson National Golf Club   | George Knudson        | 273           | –15           |                                                     |
| 1969                                 | Tucson National Golf Club   | Lee Trevino           | 271           | –17           |                                                     |
| 1970                                 | Tucson National Golf Club   | Lee Trevino           | 275           | –13           |                                                     |
| 1971                                 | Tucson National Golf Club   | J.C. Snead            | 273           | –15           |                                                     |
| Dean Martin Tucson Open              |                             |                       |               |               |                                                     |
| 1972                                 | Tucson National Golf Club   | Miller Barber         | 273           | –15           |                                                     |
| 1973                                 | Tucson National Golf Club   | Bruce Crampton        | 277           | –11           |                                                     |
| 1974                                 | Tucson National Golf Club   | Johnny Miller         | 272           | –16           |                                                     |
| 1975                                 | Tucson National Golf Club   | Johnny Miller         | 263           | –25           |                                                     |
| NBC Tucson Open                      |                             |                       |               |               |                                                     |
| 1976                                 | Tucson National Golf Club   | Johnny Miller         | 274           | –14           |                                                     |
| Joe Garagiola-Tucson Open            |                             |                       |               |               |                                                     |
| 1977                                 | Tucson National Golf Club   | Bruce Lietzke po      | 275           | –13           | Won de play-off van Gene Litter                     |
| 1978                                 | Tucson National Golf Club   | Tom Watson            | 274           | –14           |                                                     |
| 1979                                 | Randolph Park Municipal     | Bruce Lietzke         | 273           | –15           |                                                     |
| 1980                                 | Tucson National Golf Club   | Jim Colbert           | 266           | –22           |                                                     |
| 1981                                 | Randolph Park Municipal     | Johnny Miller         | 265           | –15           |                                                     |
| 1982                                 | Randolph Park Municipal     | Craig Stadler         | 266           | –14           |                                                     |
| 1983                                 | Randolph Park Municipal     | Gil Morgan po         | 271           | –9            | Won de play-off van Curtis Strange en Lanny Wadkins |
| Seiko-Tucson Match Play Championship |                             |                       |               |               |                                                     |
| 1984                                 | Randolph Park Municipal     | Tom Watson            |               |               | matchplay                                           |
| 1985                                 | Randolph Park Municipal     | Jim Thorpe            |               |               | matchplay                                           |
| 1986                                 | Randolph Park Municipal     | Jim Thorpe            |               |               | matchplay                                           |
| Seiko Tucson Open                    |                             |                       |               |               |                                                     |
| 1987                                 | TPC StarPass                | Mike Reid             | 268           | –20           |                                                     |
| Northern Telecom Tucson Open         |                             |                       |               |               |                                                     |
| 1988                                 | TPC StarPass                | David Frost           | 266           | –22           |                                                     |
| 1989                                 | Geen toernooi               | Geen toernooi         | Geen toernooi | Geen toernooi | Geen toernooi                                       |
| 1990                                 | TPC StarPass                | Robert Gamez          | 270           | –18           |                                                     |
| Northern Telecom Open                |                             |                       |               |               |                                                     |
| 1991                                 | TPC StarPass                | Phil Mickelson        | 272           | –16           | Won het toernooi als amateur                        |
| 1992                                 | TPC StarPass                | Lee Janzen            | 270           | –18           |                                                     |
| 1993                                 | Tucson National Golf Club   | Larry Mize            | 271           | –17           |                                                     |
| 1994                                 | Tucson National Golf Club   | Andrew Magee          | 270           | –18           |                                                     |
| 1995                                 | Tucson National Golf Club   | Phil Mickelson        | 269           | –19           |                                                     |
| Nortel Open                          |                             |                       |               |               |                                                     |
| 1996                                 | Tucson National Golf Club   | Phil Mickelson        | 273           | –14           |                                                     |
| Tucson Chrysler Classic              |                             |                       |               |               |                                                     |
| 1997                                 | Omni Tucson National Resort | Jeff Sluman           | 275           | –13           |                                                     |
| 1998                                 | Omni Tucson National Resort | David Duval           | 269           | –19           |                                                     |
| Touchstone Energy Tucson Open        |                             |                       |               |               |                                                     |
| 1999                                 | Omni Tucson National Resort | Gabriel Hjertstedt po | 276           | –12           | Won de play-off van Tommy Armour III                |
| 2000                                 | Omni Tucson National Resort | Jim Carter            | 269           | –19           |                                                     |
| 2001                                 | Omni Tucson National Resort | Garrett Willis        | 273           | –15           |                                                     |
| 2002                                 | Omni Tucson National Resort | Ian Leggatt           | 268           | –20           |                                                     |
| Chrysler Classic of Tucson           |                             |                       |               |               |                                                     |
| 2003                                 | Omni Tucson National Resort | Frank Lickliter       | 269           | –19           |                                                     |
| 2004                                 | Omni Tucson National Resort | Heath Slocum          | 266           | –22           |                                                     |
| 2005                                 | Omni Tucson National Resort | Geoff Ogilvy po       | 269           | –19           | Won de play-off van Mark Calcavecchia en Kevin Na   |
| 2006                                 | Omni Tucson National Resort | Kirk Triplett         | 266           | –22           |                                                     |

84 Lumber Classic ·
500 Festival Open Invitation ·
Agua Caliente Open ·
Air Canada Championship ·
Alameda County Open ·
Alcan Open ·
All American Open ·
Almaden Open ·
American Golf Classic ·
Ardmore Open ·
Arlington Hotel Open ·
AT&T Classic ·
Atlanta Open ·
Azalea Open Invitational ·
B.C. Open ·
Bahama's Open ·
Bakersfield Open Invitational ·
Baton Rouge Open Invitational ·
Beaumont Open Invitational ·
Blue Ribbon Open ·
Booz Allen Classic ·
Buick Challenge ·
Buick Open ·
Cajun Classic Open Invitational ·
California State Open ·
Carling World Open ·
Centel Classic ·
Chattanooga Classic ·
Cleveland Open ·
Connecticut Open ·
Coral Gables Open Invitational ·
Coral Springs Open Invitational ·
CVS Charity Classic ·
Dallas Open ·
Danny Thomas-Diplomat Classic ·
Dapper Dan Open ·
De Soto Open Invitational ·
Denver Open Invitational ·
Doral Open ·
Dow Jones Open Invitational ·
Durham Open ·
Eastern Open ·
El Paso Open ·
Empire State Open ·
Esmeralda Open ·
Fig Garden Village Open Invitational ·
Florida Open ·
Fort Wayne Open ·
Frank Sinatra Open Invitational ·
Gasparilla Open ·
Gatlin Brothers-Southwest Golf Classic ·
Ginn sur Mer Classic ·
Chicago Open ·
Glens Falls Open ·
Golden Gate Championship ·
Goodall Palm Beach Round Robin ·
Greater St. Louis Golf Classic ·
Gulfport Open ·
Haig Open Invitational ·
Hale America National Open Golf Tournament ·
Hall of Fame Golf Classic ·
Hershey Open ·
Hesperia Open Invitational ·
Houston Open ·
Indian Ridge Hospital Open Invitational ·
Inverness Invitational Four-Ball ·
Jacksonville Open ·
Kansas City Open ·
Kentucky Derby Open ·
Knoxville Invitational ·
La Gorce Open ·
Labatt Open ·
Liggett & Myers Open ·
Long Beach Open ·
Long Island Open ·
Lucky International Open ·
Maryland Open ·
Massachusetts Open ·
Mayfair Inn Open ·
Memphis Invitational ·
Metropolitan Open ·
Metropolitan PGA Championship ·
Miami Beach Open ·
Miami International Four-Ball ·
Miami Open ·
Michelob Championship at Kingsmill ·
Michigan Golf Classic ·
Milwaukee Open Invitational ·
Milwaukee Open ·
Mobile Sertoma Open Invitational ·
Motor City Open ·
Mountain View Open ·
National Airlines Open Invitational ·
National Celebrities Open ·
National Team Championship ·
New Jersey PGA Championship ·
New Jersey State Open ·
New York State Open ·
North and South Open ·
Northern California Open ·
Oakland Open ·
Ohio Kings Island Open ·
Ohio Open ·
Oklahoma City Open Invitational ·
Oklahoma Open ·
Ontario Open ·
Orange County Open Invitational ·
Oregon Open ·
Pasadena Open ·
Pennsylvania Open Championship ·
Pensacola Open ·
Pepsi Championship ·
Philadelphia Daily News Open ·
Philadelphia Golf Classic ·
Philadelphia Inquirer Open ·
Philadelphia Open ·
Portland Open Invitational ·
Reading Open ·
Rebel Yell Open ·
Rio Grande Valley Open ·
Robinson Open ·
Rubber City Open Invitational ·
Sacramento Open ·
Sahara Invitational ·
Seattle Open Invitational ·
Sioux City Open ·
Southern (Spring) Open ·
St. Paul Open ·
St. Petersburg Open Invitational ·
Sunset-Camellia Open Invitational ·
Sunshine Open Invitational ·
Tacoma Open ·
The International ·
Thomasville Open ·
Thunderbird Classic ·
Thunderbird Invitational ·
Tournament of the Gardens Open ·
Tucson Open ·
Turning Stone Resort Championship ·
US Bank Championship in Milwaukee ·
US Professional Match Play Championship ·
Utah Open ·
Virginia Beach Open ·
Virginia Open ·
Waco Turner Open ·
Walt Disney World Golf Classic ·
West End Classic ·
West Palm Beach Open Invitational ·
Westchester Open ·
Western Open ·
White Sulphur Springs Open ·
Wisconsin State Open ·
World Championship of Golf ·
Yorba Linda Open Invitational